# Muir Mathieson
James Muir Mathieson, né le 24 janvier 1911 à Stirling (Écosse), décédé le 2 août 1975 à Oxford (Angleterre), est un chef d'orchestre et compositeur écossais, qui a assuré la direction musicale de nombreux films britanniques et américains.

## Biographie
Il fait ses études à la Stirling High School, puis au Royal College of Music à Londres.
Il épouse la danseuse de ballet Hermione Darnborough (1915–2010), qu'il a rencontrée en conduisant la musique du "Chant de Hiawatha" au Royal Albert Hall de Londres. Ils eurent quatre enfants, parmi lesquels l'actrice Fiona Mathieson (1951–1987).
Mathieson décède d'un cancer de l'œsophage à l'hôpital John Radcliffe d'Oxford le 2 août 1975.

## Carrière
Dans les années 1930, il devient chef du département musique pour Alexander Korda aux studios Denham. Dès 1934, il dirige la musique écrite par Ernst Toch pour The Private Life of Don Juan, un film de Korda avec Douglas Fairbanks et Merle Oberon.
Mathieson aurait déclaré à Korda qu'il ne voulait pas être un compositeur mais plutôt choisir des compositeurs de premier plan, faire les arrangements et conduire leur partition. Le compositeur James Bernard l'appelait le "Tsar de la musique pour les films britanniques" : If you wanted to write music for films at that time you had to be "in" with Muir (trad. : si vous vouliez écrire de la musique de films à cette époque, il fallait le faire avec Muir). Mathieson voulait montrer au monde que la Grande-Bretagne avait des compositeurs de renom et "voulait voir le génie musical britannique utilisé dans le monde entier et reconnu par les autres pays"
Durant la guerre, il travaille pour le Ministère de l'Information sur des musiques de films écrites par Arthur Bliss, William Walton, Ralph Vaughan Williams et Malcolm Arnold.
Mathieson est le directeur musical de nombreux films (Cf. lien externe filmographie), un des plus connus étant Sueurs froides (Vertigo) d'Alfred Hitchcock en 1958, pour lequel il dirige la musique de Bernard Herrmann.
À partir de la fin des années 1960, il dirige le "Oxfordshire County Youth Orchestra".

## Filmographie sélective
- 1934 : Le Mouron rouge (The Scarlet Pimpernel), film de Harold Young, musique d'Arthur Benjamin, dirigée par Muir Mathieson
- 1935 : Bozambo réalisé par Zoltan Korda
- 1936 : Forget Me Not de Zoltan Korda
- 1937 : La Reine Victoria (Victoria the Great) d'Herbert Wilcox
- 1937 : Dîner au Ritz (Dinner at the Ritz) film de Harold D. Schuster
- 1940 : Le Voleur de Bagdad (The Thief of Bagdad), film de Ludwig Berger, Michael Powell et Tim Whelan, musique de Miklós Rózsa, dirigée par Muir Mathieson
- 1944 : Henry V, film de Laurence Olivier, musique de William Walton, London Symphony Orchestra dirigé par Muir Mathieson
- 1945 : Brève Rencontre (Brief Encounter), film de David Lean, musique de Sergei Rachmaninov, National Symphony Orchestra dirigé par Muir Mathieson
- 1948 : Oliver Twist, film de David Lean, musique d'Arnold Bax, Philharmonia Orchestra dirigé par Muir Mathieson
- 1948 : Hamlet, film de Laurence Olivier, musique de William Walton, Philharmonia Orchestra dirigé par Muir Mathieson
- 1952 : Le Corsaire rouge (The Crimson Pirate), film de Robert Siodmak, musique de William Alwyn dirigée par Muir Mathieson
- 1953 : Le Vagabond des mers (The Master of Ballantrae), film de William Keighley, musique de William Alwyn dirigée par Muir Mathieson
- 1953 : Les Chevaliers de la Table ronde (Knights of the round Table), film de Richard Thorpe, musique de Miklós Rózsa, London Symphony Orchestra dirigé par Muir Mathieson
- 1957 : Le Prince et la Danseuse (The Prince and the Showgirl), film de Laurence Olivier, musique de Richard Addinsell, dirigée par Muir Mathieson
- 1958 : Sueurs froides (Vertigo), film d'Alfred Hitchcock, musique de Bernard Herrmann, dirigée par Muir Mathieson

## Source
- (en) Cet article est partiellement ou en totalité issu de l’article de Wikipédia en anglais intitulé « Muir Mathieson » (voir la liste des auteurs).